# Willem van Zwet
Pour les articles homonymes, voir Zwet.
Willem van Zwet (né le 31 mars 1934 à Leyde et mort le 2 juillet 2020 à Oegstgeest) est un mathématicien néerlandais qui a travaillé dans le domaine de la statistique mathématique.

## Carrière
Willem van Zwet obtient son doctorat en 1964, sous la direction de Jan Hemelrijk à l'université d'Amsterdam, avec une thèse intitulée « Convex Transformations of Random Variables ». Après cela, il travaille au Centrum voor Wiskunde en Informatica, à Amsterdam, et à partir de 1965, il est professeur de statistiques à l'université de Leyde.
Willem van Zwet est de 1992 à 1999 le directeur de l'Institut Thomas Stieltjes pour les mathématiques. Il est, en 1997, l'un des fondateurs de Eurorandom (en), l'Institut européen pour les statistiques, les probabilités, la recherche opérationnelle stochastique et leurs applications, à Eindhoven, et de 1997 à 2000, son directeur. De 1997 à 1999 il est également le président de l'Institut international de statistique.

## Prix et distinctions
Willem van Zwet est Fellow de l'Institut de statistique mathématique. En 2006, il a reçu le prix Humboldt, puis en 1993 il est lauréat de la Médaille Adolphe Quételet et en 1978, il est Fellow de la Royal Statistical Society. Depuis 1979, il est membre de l'Académie royale néerlandaise des sciences, il est membre de l'Academia Europaea et en 1996, il est fait Chevalier de l'ordre du Lion néerlandais. En 1997, il est nommé docteur honoris causa de l'université Charles de Prague.

## Publications
- Sara van de Geer, Marten Wegkamp (éd.): Selected Works of Willem van Zwet, Springer Verlag, 2012